# Gaby Minneboo
Gaby Minneboo (nascido em 12 de junho  de  1945 em Veere) é um ciclista neerlandês. Especialista do meio-fundo, tem sido cinco vez campeão do mundo desta disciplina nas amadoras, entre 1975 e 1982, com para treinador de Bruno Walrave [de]. Ganhou oito medalhas no Campeonato Mundial de Ciclismo em Pista entre os anos 1972 e 1982.

## Palmarés em pista

### Campeonatos mundiais
- Varèse 1971
  -  Medalha de bronze do meio-fundo amadoras
- LMarseille 1972
  -  Medalha de bronze do meio-fundo amadoras
- San Sebastián 1973
  -  Medalha de bronze do meio-fundo amadoras
- Rcourt 1975
  -  Campeão do mundo de meio-fundo amadoras
- Monteroni di Lecce 1976
  -  Campeão do mundo de meio-fundo amadoras
- San Cristóbal 1977
  -  Campeão do mundo de meio-fundo amadoras
- Amsterdã 1979
  -  Medalha de bronze da meio-fundo amadoras
- Besançon 1980
  -  Campeão do mundo de meio-fundo amadoras
- Leicester 1982
  -  Campeão do mundo de meio-fundo amadoras

### Campeonatos nacionais
- Campeão dos Países Baixos por trás de derny aficionados em 1976

## Palmarés em estrada
- 1973
  - Omloop van de Braakman
- 1975
  - 2.º do Circuito do Westhoek